# Тит Антисций
Тит Антисций (на латински: Titus Antistius) е римски политик и сенатор на късната Римска република през 1 век пр.н.е. Произлиза от плебейската фамилия Антисции.
През 50 г. пр. Хр. той е квестор в римската провинция Македония. През 49 г. пр. Хр. той е задължен в Римската гражданска война да бъде на страната на Гней Помпей Магн. Той умира по времето на връщането му на остров Коркира.